# 宣武門駅
宣武門駅（せんぶもんえき）は北京市西城区に位置する北京地下鉄の駅である。

## 利用可能な鉄道路線
- 北京地下鉄
  - ■2号線
  - ■4号線

## 駅構造

### 2号線
- 島式ホーム1面2線の地下駅。出口は8箇所ある。

## 駅周辺
- 順城街第一小学
- 北京市第一五八中学
- 北京市第三十一中学
- 育達商貿職業学校
- 北京市第四十三中学
- 北京市第二零四中学
- 崇光百貨商場
- 北京市教育委員会
- 天主教南堂
- 新華通信社

## 歴史
- 1969年10月1日 - 開業（公務員のみ）。
- 1977年 - 一般に開放。
- 1980年 - 外国人も使用可能になった。
- 1984年9月20日 - 2号線全線開通、1号線と2号線の運転を分離。
- 2009年9月28日 - 4号線が開業し、当駅に接続。

## 隣の駅
北京地下鉄
■2号線
長椿街駅 - 宣武門駅 - 和平門駅
■4号線
菜市口駅 - 宣武門駅 - 西単駅
座標: 北緯39度53分54秒 東経116度22分05秒 / 北緯39.89838度 東経116.36799度